# Erucius sarawakensis
Erucius sarawakensis är en insektsart som beskrevs av Bolívar, C. 1944. Erucius sarawakensis ingår i släktet Erucius och familjen Chorotypidae. Inga underarter finns listade i Catalogue of Life.